# Zona Proibida
Zona Proibida  (em inglês:  Rope of Sand) é um filme noir estado-unidense dos géneros aventura e suspense, realizado por William Dieterle e produzido por Hal B. Wallis. Foi protagonizado por Burt Lancaster, Paul Henreid, Claude Rains e Peter Lorre. Estreou-se nos Estados Unidos a 3 de agosto de 1949, e em Portugal a 12 de janeiro de 1951.

## Elenco
- Burt Lancaster como Mike Davis
- Paul Henreid como Vogel
- Claude Rains como Martingale
- Corinne Calvet como Suzanne
- Peter Lorre como Toady
- Sam Jaffe como Doutor Hunter
- John Bromfield como Guarda Thompson
- Mike Mazurki como Guarda Pierson
- Kenny Washington como John
- Edmund Breon como Presidente
- Hayden Rorke como Ingram
- David Thursby como Henry
- Josef Marais como Cantor
- Miranda Marais como Cantor